# 2000年电影
2000年電影大事紀。

## 重要獎項

### 台灣金馬獎（第37屆）
- 最佳劇情片——《臥虎藏龍》
- 最佳導演——杜琪峰《鎗火》
- 最佳男主角——吳鎮宇《鎗火》
- 最佳女主角——張曼玉《花樣年華》
- 最佳男配角——太保《運轉手之戀》
- 最佳女配角——趙美齡《沙河悲歌》
- 最佳電影音樂——譚盾《臥虎藏龍》
- 最佳音效——Eugene Gearty《臥虎藏龍》
- 最佳動作指導——袁和平《臥虎藏龍》
- 最佳視覺特效——Leo LO、Rob Hodgson《臥虎藏龍》
- 最佳剪輯——Tim Squyres《臥虎藏龍》

## 國際影展

### 坎城影展（第53屆）

#### 評審團
- 評審團主席：Luc BESSON ─呂克·貝松，法國男導演。
- Nicole GARCIA ──妮可·嘉西亞，法國女導演兼演員。
- Arundhati ROY ──艾蘭海蒂·羅伊，印度女演員。
- Aitana SÁNCHEZ-GIJÓN ──艾唐娜·桑切斯-吉雍，西班牙女演員。
- Kristin SCOTT THOMAS ──克莉思汀·史考特·湯瑪斯，英國女演員。
- Barbara SUKOWA ──芭芭拉·蘇克瓦，德國女演員。
- Jonathan DEMME ──強納森·德米，美國男導演。
- Jeremy IRONS ──傑若米·艾朗，英國男演員。
- Mario MARTONE ──馬里歐·馬托尼，義大利男導演。

#### 得獎名單
- 金棕櫚獎：Lars von TRIER - DANCER IN THE DARK 《在黑暗中漫舞》
- 評審團大獎：姜文 - 《鬼子來了》
- 最佳導演：楊德昌 - 《一一》
- 最佳劇本：James FLAMBERG 跟 John C. RICHARDS，作品：Neil LaBUTE - NURSE BETTY 《真愛來找碴》
- 最佳男演員：梁朝偉，作品：王家衛 《花樣年華》
- 最佳女演員：碧玉 Björk，作品：Lars von TRIER 《在黑暗中漫舞》
- 評審團獎：Roy ANDERSSON 作品：SÅNGER FRÅN ANDRA VÅNINGEN 《二樓傳來的歌聲》；跟 Samira MAKHMALBAF - TAKHTÉ SIAH 並列
- 技術特別獎：杜可風跟李屏賓跟張叔平，作品：王家衛的《花樣年華》的攝影指導、美術指導
- 金攝影機獎：Hassan YEKTAPANAH - DJOMEH 跟 Bahman GHOBADI - ZAMANI BARAYÉ MASTI ASBHA 並列